# Sainte-Agathe (Maine)
Pour les articles homonymes, voir Sainte-Agathe.
Sainte-Agathe (localement : [sẽɪ̃.t‿a.gat] ; anglais : Saint Agatha [seɪn aˈɡaʔ]) est une ville située dans l’État américain du Maine, dans le comté d'Aroostook. Selon le recensement de 2010, sa population est de 747 habitants. 80 % sont francophones.
Sainte-Agathe est l'une des localités organisatrices du Ve Congrès mondial acadien en 2014.